# Bālā Mīr Kolā
Bālā Mīr Kolā (persiska: بالا مير كلا) är en ort i Iran.   Den ligger i provinsen Mazandaran, i den norra delen av landet, 130 km nordost om huvudstaden Teheran. Bālā Mīr Kolā ligger 40 meter över havet och antalet invånare är 425.
Terrängen runt Bālā Mīr Kolā är huvudsakligen platt, men söderut är den kuperad. Terrängen runt Bālā Mīr Kolā sluttar norrut. Runt Bālā Mīr Kolā är det tätbefolkat, med 286 invånare per kvadratkilometer. Närmaste större samhälle är Babol, 16,7 km norr om Bālā Mīr Kolā. Trakten runt Bālā Mīr Kolā består till största delen av jordbruksmark.